# Suzanne Dalbert

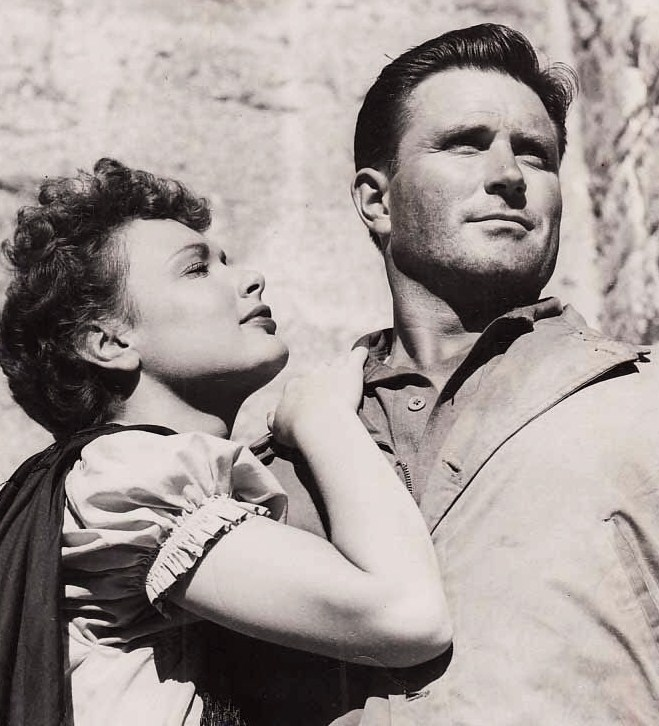
Avec Greg McClure, dans Le Grand Assaut (1950, photo promotionnelle)

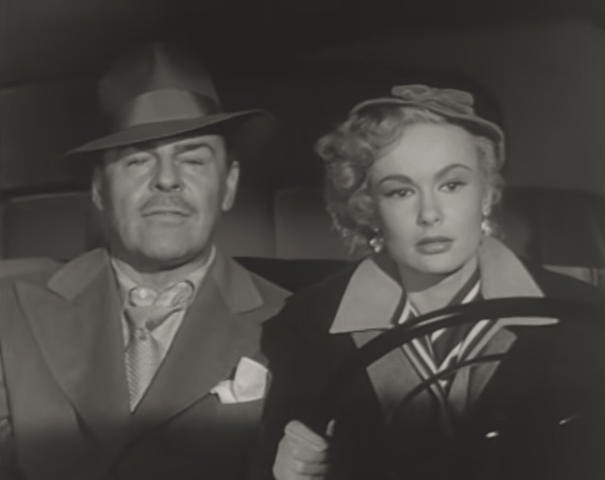
Avec Brian Donlevy, dans la série Dangerous Assignment, épisode The Key Story (1952)

Suzanne Dalbert est une actrice française, née le 12 mai 1927 à Paris, ville où elle est morte le 31 décembre 1970.

## Biographie
Installée un temps aux États-Unis, elle apparaît au cinéma dans douze films américains, depuis Raccrochez, c'est une erreur d'Anatole Litvak (1948, avec Barbara Stanwyck et Burt Lancaster) jusqu'à Les Rois du jazz de Michael Curtiz (1956, avec Gordon MacRae et Dan Dailey).
Entretemps, citons Les Mirages de la peur de William Dieterle (1949, avec Loretta Young et Robert Cummings), Le Grand Assaut (en) de Lewis Seiler (1950, avec David Brian et John Agar) et Les Diables de l'Oklahoma de John H. Auer (1952, avec Barton MacLane et Ben Cooper).
À la télévision américaine, outre un téléfilm de 1954, elle contribue à seize séries entre 1949 et 1957 (après quoi elle se retire définitivement), dont Lux Video Theatre (en) (deux épisodes, 1953-1955).
Revenue en France, elle se suicide dans sa ville natale en 1970, à 43 ans.

## Filmographie

### Cinéma (intégrale)
- 1948 : Raccrochez, c'est une erreur (Sorry, Wrong Number) d'Anatole Litvak : la fille avec une cigarette
- 1949 : Les Mirages de la peur (The Accused) de William Dieterle : Susan Duval
- 1949 : Trail of the Yukon (en) de William Beaudine : Marie Laroux
- 1950 : Le Grand Assaut (Breakthrough) de Lewis Seiler : Colette
- 1950 : Jim la Jungle dans l'antre des bandits (Mark of the Gorilla) de William Berke : Nyobi
- 1951 : Dick Turpin, bandit gentilhomme (Dick Turpin's Ride) de Ralph Murphy : Cécile
- 1951 : Raid secret (Target Unknown) de George Sherman : Theresa
- 1951 : Espionne de mon cœur (My Favorite Spy) de Norman Z. McLeod : la servante aux pieds nus
- 1951 : Trouble In-Laws de Hugh McCollum (court métrage) : la blonde
- 1952 : Les Diables de l'Oklahoma (Thunderbirds) de John H. Auer : Marie Étienne
- 1953 : The 49th Man (en) de Fred F. Sears : Margo Wayne
- 1956 : Les Rois du jazz (The Best Things in Life Are Free) de Michael Curtiz : une hôtesse

### Télévision
(sélection de séries)
- 1952 : Craig Kennedy, Criminologist
  - Saison unique, épisode 3 The Case of Fleming Lewis (Mme Fleming Lewis) d'Harry L. Fraser, épisode 6 Formula for Murder (Jean Roget) d'Harry L. Fraser et épisode 8 The Amateur Ghost (la princesse Henrietta) d'Harry L. Fraser
- 1952 : Dangerous Assignment
  - Saison unique, épisode 6 The Key Story : Lise
- 1953 : Ramar of the Jungle
  - Saison 1, épisode 17 Lady of the Leopards de Sam Newfield : Yvette Gunther
- 1953-1955 : Lux Video Theatre (en)
  - Saison 3, épisode 56 Return to Alsace (1953) de Buzz Kulik : Lisa
  - Saison 5, épisode 27 So Dark the Night (1955) : Nanette Michaud
- 1957 : The People's Choice
  - Saison 2, épisode 20 Almost a Father : June Miller